# Albert Spahiu
Albert Spahiu (sinh ngày 3 tháng 8 năm 1990) là một cầu thủ bóng đá người Thụy Sĩ-Kosovo thi đấu ở vị trí tiền đạo cho FC Köniz.